# Metaschistura cristata
Metaschistura cristata är en fiskart som först beskrevs av Berg, 1898.  Metaschistura cristata ingår i släktet Metaschistura och familjen grönlingsfiskar. Inga underarter finns listade i Catalogue of Life.